# Bud Powell
Pour les articles homonymes, voir Powell.
Bud Powell, né Earl Rudolph Powell le 27 septembre 1924 à New York et mort le 31 juillet 1966 à New York, est un pianiste de jazz américain.

## Biographie
Earl Rudolph « Bud » Powell est né le 27 septembre 1924 à New York d'une famille de musiciens : son grand-père est guitariste flamenco, son père pianiste (stride), et son frère aîné est trompettiste et pianiste.

### Enfance
Bud commence le piano à six ans et écoute beaucoup de musique classique. Il quitte l'école en 1939, et joue dans l'orchestre de son frère dès 15 ans. C'est alors qu'il fait la connaissance de Thelonious Monk. Bud joue ses propres retranscriptions de Art Tatum, Fats Waller et James P. Johnson. Son frère cadet Richie et son camarade de classe Elmo Hope réalisent eux aussi des carrières dans la musique. Dès sa rencontre avec Monk, ce dernier devient un de ses professeurs, un mentor et surtout un ami proche tout au long de sa courte vie. Thelonious Monk compose d'ailleurs In Walked Bud en l'honneur de Bud Powell.

### Début de carrière
Au début des années 1940, Bud joue dans plusieurs formations orchestrales, dont celle de Cootie Williams qui devient le protecteur de Bud en raison de son jeune âge. Avec Dizzy Gillespie, Charlie Parker ou Thelonious Monk, il fréquente également presque quotidiennement la pianiste et compositrice Mary Lou Williams, qui lui donne des conseils et accompagne cette nouvelle génération de musiciens, qu'elle invite à son émission de radio hebdomadaire sur WNEW, Mary Lou Williams's Piano Workshop.
Ses premiers enregistrements datent de 1944 dans l'orchestre de Cootie Williams avec notamment Honeysuckle Rose et surtout le tout premier enregistrement de 'Round Midnight composé par Thelonious Monk. Ce dernier introduit Bud dans le cercle des musiciens bebop qui se forme au Minton's Playhouse. D'autres enregistrements effectués lors de sa jeunesse incluent des grands noms, comme Frank Socolow, Dexter Gordon, J. J. Johnson, Sonny Stitt, Fats Navarro et Kenny Clarke. Aux débuts du bebop, Bud et Thelonious, en tant que premiers pianistes de jazz modernes, surpassent leurs contemporains Al Haig, Ralph Burns, Dodo Marmarosa et Walter Bishop Jr.

### Le piano Bop et le style de Bud Powell
Bud Powell devient bientôt renommé pour son agilité à jouer avec précision aux tempo les plus rapides, pour ses solos Bop inspirés et pour sa compréhension et sa transposition au piano des idées que Charlie Parker avait soudainement mises à jour. Ses solos, conçus grâce à l'émulation et la rivalité avec Charlie Parker sont reconnaissables entre mille, avec de fréquents arpèges ponctués par des chromatismes. Ils sont néanmoins novateurs et explorent un univers harmonique encore vierge.
Bud usait d'un accompagnement main gauche simplifié, qui rappelle les pianistes stride ou Teddy Wilson. L'accompagnement consistait en général en la tonique seule et de la quinte, de temps en temps accompagnées de la 7e mineure et de la 10e, qu'il pouvait atteindre facilement grâce à ses grandes mains.
Il libère ainsi la main droite pour une exploration continue et facilite le travail de la main gauche dans l'expression harmonique typique du Bop. Lorsqu'Art Tatum le questionnait sur sa négligence de la main gauche, le jeune Bud répondait avec audace par un morceau en réalisant un solo à la main gauche. Sa préférence pour les aigus ne l'empêchait pas de jouer avec les deux mains, essentielles à un solo performant. Grâce à sa vision « divisée » du clavier, Bud met le piano sur un pied d'égalité avec les saxophones et les basses en ce qui concerne les solos.

### Enregistrements
Le soir du 21 janvier 1945, Thelonious Monk et lui sont violemment agressés par des policiers. Les coups reçus par Bud Powell marquent le début de ses troubles mentaux. La même année, Bud Powell joue sur la 52e rue. L'année suivante, il est invité à de nombreuses séances d'enregistrement. De 1947 à 1948, il enregistre en trio, avec le contrebassiste Curly Russell et le batteur Max Roach. Bud Powell enregistre également  avec Charlie Parker et Miles Davis. Leur entente musicale est parfaite, mais leur rencontre est une source de conflits.
Le premier enregistrement de Bud en tant que leader était en trio avec Curly Russell et Max Roach en 1947 pour le label De Luxe, enregistrement qui sort deux ans plus tard sous le label Roost. La même année, Bud a aussi enregistré avec Miles Davis pour la première session de ce dernier en tant que leader (avec Charlie Parker, Tommy Potter et Max Roach).

### Ennuis de santé
En novembre 1947, Bud est admis au centre psychiatrique de Creedmoor, où il reste plus d'un an, traité aux électrochocs, ce qui entraîne de sévères pertes de mémoire. Les jeunes Jackie McLean et Sonny Rollins deviennent des amis de Bud à sa sortie de l'hôpital. Bud recommande Jackie à Miles Davis. Bud Powell souffre de troubles mentaux toute sa vie, probablement révélés par l'incident de 1945 avec la police, car ils étaient pressentis avant. Il était aussi alcoolique et drogué, et même de petites quantités avaient un effet délétère sur sa personnalité, le rendant agressif. La rivalité avec Charlie Parker continuait et, bien qu'essentielle à la création musicale, elle plongeait Bud dans l'adversité, le ressentiment ce qui n'arrangeait en rien sa condition psychique et physique.
Bud Powell enregistre en 1949 avec le label Clef du producteur Norman Granz, puis chez Blue Note et Verve Records. Son premier enregistrement chez Blue Note s'effectue en compagnie de Fats Navarro, Sonny Rollins, Tommy Potter et Roy Haynes avec notamment Bouncing with Bud et Dance of the Infidels. Il effectue, à cette époque, des séjours psychiatriques durant plusieurs semaines. En 1951, le second enregistrement chez Blue Note est en trio cette fois, avec Curly Russell et Max Roach avec Parisian Thoroughfare et Un Poco Loco entre autres. À cette époque il enregistre avec beaucoup de grands noms du jazz comme Buddy Rich, Ray Brown, Percy Heath, George Duvivier, Art Taylor, Lloyd Trotman (en), Osie Johnson, Art Blakey et Kenny Clarke.
Il est généralement admis que les meilleurs enregistrements de Bud sont antérieurs à 1954. Entre 1951 et 1953, il fait un séjour prolongé en hôpital psychiatrique à la suite de son arrestation en possession de cannabis. Il est finalement relâché sous la protection de Oscar Goodstein, le propriétaire du Birdland. En 1953, il enregistre pour Blue Note en trio Glass Enclosure, morceau dont le titre est inspiré par son quasi emprisonnement chez Oscar Goodstein. Après cette date, ses performances sont largement entamées par le Largactil, neuroleptique qui sert à traiter la schizophrénie. À la fin des années 1950 son talent est méconnaissable. La série noire continue avec le décès en 1956 de son frère Richie dans un accident de voiture. Le talent de Bud ne s'exprime plus que par la composition.

### Bud Powell parisien
Après d'autres séjours hospitaliers, Bud déménage à Paris en 1959, en compagnie de Altevia "Buttercup" Edwards, une amie d'enfance. Le couple s'installe à l'Hôtel La Louisiane, situé rue de Seine. À Paris, Bud travaille en trio avec Pierre Michelot et Kenny Clarke. Buttercup garde les finances du couple et donne du Largactil  à Bud en quantité ; toutefois Bud continue à enregistrer. Il fait une prestation remarquée en 1960 au Essen jazz festival. En 1961, il enregistre deux albums pour Columbia qui ne sortent qu'après sa mort.
Francis Paudras, un pianiste amateur parisien, devient un des grands amis de Bud, il l'héberge à partir de 1962. En 1963, Bud remplace au pied levé Kenny Drew pour un enregistrement chez Blue Note et démontre qu'il peut encore jouer, mais ne peut plus rien apprendre de nouveau. En 1963, il contracte la tuberculose et est soigné en France pendant trois ans au Sanatorium de Bouffémont dans le Val d'Oise. Lors des étés 1963 et 1964, le pianiste se repose un mois à l'hôtel des Falaises à Jullouville (Manche). L'année suivante, il retourne à New York avec Francis Paudras. Au départ, les deux hommes devaient rentrer ensemble à Paris, mais Francis revient seul et Bud meurt à l'hôpital à 41 ans, après des mois de comportement erratique et de négligence de soi[réf. souhaitée].
En 1986, Francis Paudras écrit un livre sur son ami Bud, il est traduit en anglais en 1997. Le livre servit de base au film de Bertrand Tavernier sorti la même année 1986, intitulé Autour de minuit ('Round Midnight), inspiré de la vie de Bud et Lester Young dans lequel Dexter Gordon joue le premier rôle, celui d'un jazzman expatrié à Paris.

## Discographie
- 1947 : Bud's Bubble
- 1949 : Tempus fugit
- 1950 : Get happy
- 1951 : Un poco loco
- 1953 : Jazz at Massey Hall
- 1953 : Polka dots and moon-beams
- 1954 : Buttercup
- 1955 : Conception
- 1961 : Monk's Mood
- 1962 : Bouncing with Bud
- 1966 : Blues for Bouffémont[6].

## Compositions
Parmi ses compositions les plus connues, on peut citer :
- Un Poco Loco
- Tempus Fugue-It (ou Tempus Fugit)
- Dance of the Infidels
- Bouncing with Bud
- Cleopatra's Dream
- Hallucinations
- Celia

## Sélections d'enregistrements sur CD

### Early Recordings
- Tempus Fugue-It - Quatre disques depuis les enregistrements de 1944 avec Cootie Williams jusqu'aux premières sessions pour Blue Note et Clef en 1949-50.

### Label Blue Note
- The Amazing Bud Powell, Volume One - 1949 et 1951.
- The Amazing Bud Powell, Volume Two - 1953.
- The Amazing Bud Powell, Volume Three - Bud! - 1957.
- The Amazing Bud Powell, Volume Four - Time Waits - 1958.
- The Amazing Bud Powell, Volume Five - The Scene Changes - 1958.
- The Complete Blue Note and Roost Recordings - Quatre disques comprenant les enregistrements ci-dessus ainsi que deux autres sessions (1947  et 1953).

### Label Verve
- The Complete Bud Powell on Verve - Premiers disques, sessions de 1949 à 1956.
- The Best of Bud Powell on Verve - Compilation des meilleures œuvres de Powell pour ce label.

### Filmographie
- Autour de minuit ('Round Midnight) de Bertrand Tavernier, sorti en 1986, avec Dexter Gordon et François Cluzet. Le film s'inspire de la vie de Powell et de Lester Young.